# 마레크 하를로프

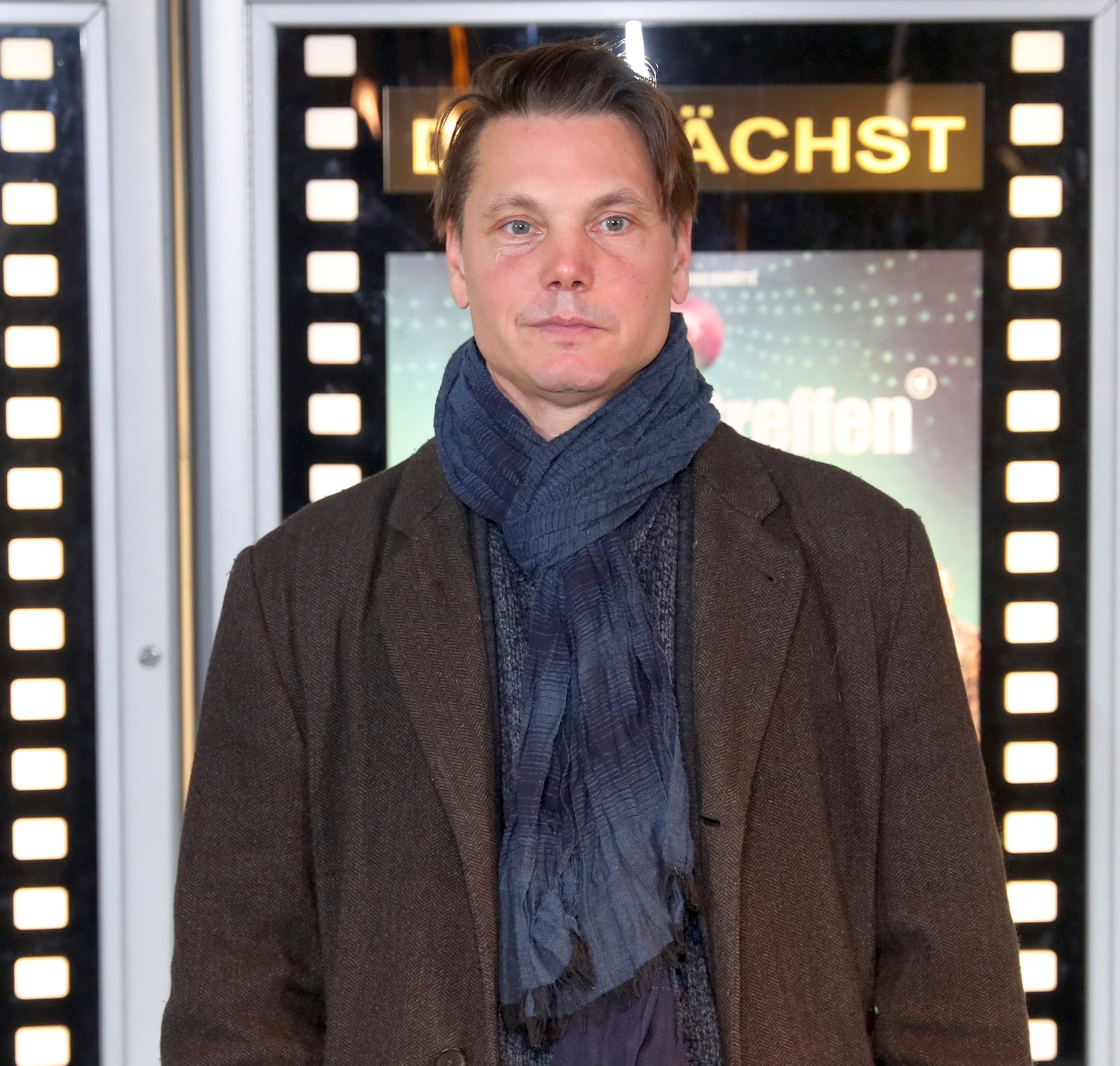

마레크 하를로프(독일어: Marek Harloff, 1971년 4월 22일 ~ )는 독일의 배우이다.
함부르크에서 태어났다.

## 영화
- 어 굿 마더 (2017년)
- 하운드 (2007년)
- 폴라의 비밀 (2006년)
- 콤 나헤르 (2006년)
- 저승사자(영어판) (1995년)